# Ромо, Хорхе
Хорхе Ромо Фуэнтес (исп. Jorge Romo Fuentes; 20 апреля 1923, Гавана — 17 июня 2014, Куэрнавака) — мексиканский футболист, защитник, выступавший за мексиканские клубы «Астуриас», «Депортиво Марте» и «Толука», а также за сборную Мексики.

## Клубная карьера
Ромо родился в мексиканской семье в Гаване, столице Кубы. Он окончил юридический факультет Национальной школы юриспруденции, но решил посвятить себя футболу. Он начал свою спортивную карьеру в мексиканском клубе «Астуриас» из Мехико в 1948 году, в 1950 он перебирается в команду «Депортиво Марте», также представляющую столицу Мексики. Спустя 4 года Ромо переходит в «Толуку», с которой в 1956 побеждает в Кубке Мексики.

## Достижения

### Клубные
- Толука

- Кубок Мексики: 1955/56 (победитель)